# Piola
Piola – stacja metra w Mediolanie, na linii M2. Znajduje się w dzielnicy Lambrate, w Mediolanie i zlokalizowana jest pomiędzy stacjami Lambrate, a Loreto. Została otwarta w 1969.